# Moon Zoo

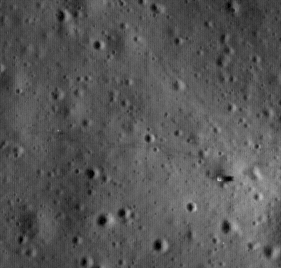
Tak przykładowo wyglądają zdjęcia do klasyfikacji wykonane przez LRO

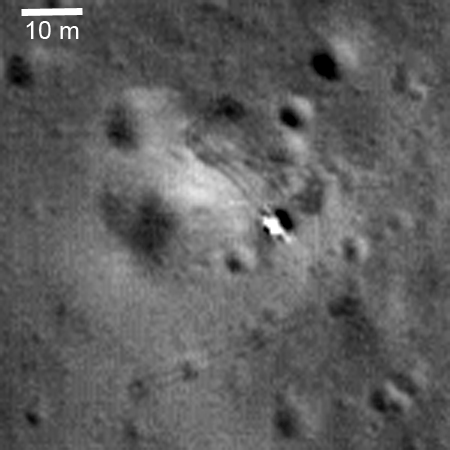
Zdjęcie z LRO

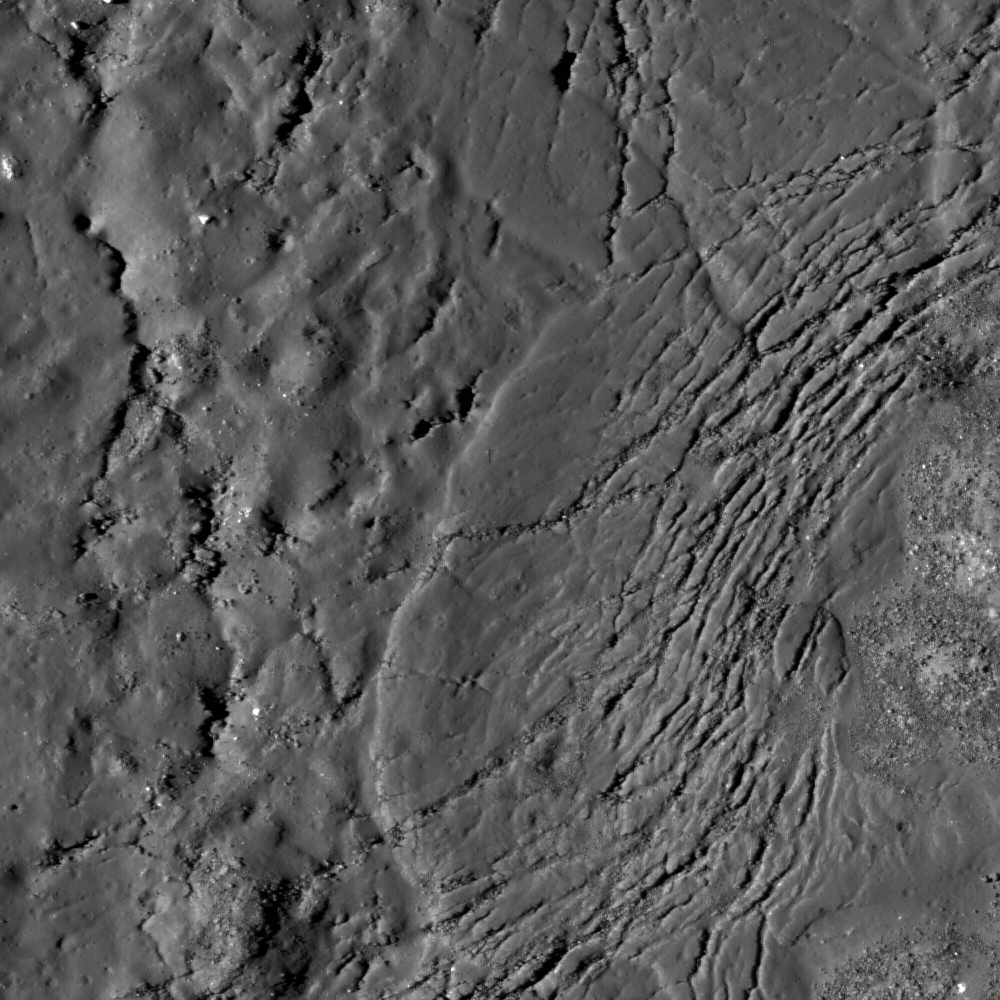
Zdjęcie wykonane przez LRO

Moon Zoo – jeden z ogólnodostępnych internetowych projektów astronomicznych, zapoczątkowanych projektem Galaxy Zoo. Z tego projektu wywodzi się zakrojona na szeroką skalę inicjatywa nazwana „Zooniverse”, do której należą również takie zoo-projekty jak: Galaxy Zoo Mergers, Galaxy Zoo Supernovae, Solar Stormwatch, Galaxy Zoo Hubble i inne. Celem „Zooniverse” jest stworzenie miejsca dla całego pakietu projektów, które pozwolą każdemu, kto ma dostęp do internetu, przyczynić się do rozwoju nauki. Wszystkie z nich wykorzystują możliwości internetu poprzez udział internautów w badaniach naukowych, wspierających projekty badawcze opracowane przez astronomów, a które wymagają udziału dużej liczby uczestników. Są to badania, które wymagają szczególnie inteligencji oraz spostrzegawczości człowieka (wykorzystanie komputerów nie daje w tych badaniach oczekiwanych rezultatów).
Projekt Moon Zoo funkcjonował od maja 2010 do czerwca 2015 roku. Miał on na celu badanie kształtów, rozmiarów i rozmieszczenia kraterów oraz ilości głazów na powierzchni Księżyca. Do badań wykorzystano zdjęcia jego powierzchni uzyskane z Lunar Reconnaissance Orbiter (LRO), sondy kosmicznej wyniesionej 18 czerwca 2009 i umieszczonej na orbicie ziemskiego satelity przez NASA.

## Uczestnictwo
Udział w projekcie mógł wziąć każdy (nie był określony wiek ani wykształcenie uczestnika), kto zarejestrował się na stronie projektu oraz zapoznał się z tzw. „Samouczkiem badania kraterów”. Następnie uczestnik otrzymywał losowo wybrane zdjęcia powierzchni Księżyca, a jego zadaniem była identyfikacja i klasyfikacja kraterów, które można zobaczyć na obrazie. Kolejnym zadaniem była obserwacja i policzenie ewentualnych głazów, które mogą znajdować się w pobliżu kraterów. Ostatnim zadaniem do wykonania było przyjrzenie się obrazowi i zwrócenie uwagi na wszelkie osobliwości, które mogą się wydać obserwatorowi „naukowo ciekawe” lub wyjątkowe, np. podłużne doły lub rowy, pęknięcia, linie, ślady toczących się głazów po zboczu lub wijące się kanały. Do rzeczy ciekawych należy zaliczyć również kawałki odpadków kosmicznych (czyli pozostawione przez człowieka lądowniki lub części urządzeń i sprzętu naukowego), które są rozrzucone po powierzchni Księżyca. Zdjęcia z aparatu LRO wykorzystywane przez Moon Zoo są tak wysokiej rozdzielczości, że można dostrzec nawet ślady astronautów sprzed 40 lat.

## Cele naukowe
Celem Moon Zoo było dostarczenie szczegółowych danych o liczbie i charakterystyce kraterów na jak największej powierzchni Księżyca. W przeciwieństwie do Ziemi, gdzie warunki atmosferyczne oraz ziemska tektonika zacierają ślady uderzeń meteorytów, na powierzchni Księżyca nawet najmniejsze kratery mogą przetrwać miliardy lat. Większość kraterów na jego powierzchni pochodzi z początków tworzenia się Układu Słonecznego, kiedy przestrzeń międzyplanetarną wypełniało dużo drobnych ciał i resztek z tworzących się planet i asteroid. Oznacza to, że liczba kraterów na konkretnej powierzchni daje informacje o wieku globu oraz o tym, z jaką średnią częstotliwością meteoroidy i planetoidy uderzają w powierzchnię Księżyca. Z kolei poprzez obliczenie liczby „nowych” i „starych” kraterów można określić obecne tempo strumienia przelotu drobnych oraz większych ciał niebieskich oraz uderzeń na obszarze Ziemia-Księżyc. Jest to szczególnie ważne do obliczenia prawdopodobieństwa zderzeń z Ziemią ciał Układu Słonecznego zagrażających nam w szczególny sposób.
Natomiast określenie lokalizacji oraz identyfikacja sprzętu i części rakiet oraz uszkodzonych próbników pozostawionych lub rozbitych na powierzchni Księżyca ma duże znaczenie dla planowania miejsca kolejnych misji bezzałogowych lub załogowych, w celu określenia bezpiecznego miejsca ewentualnego lądowania. Dotyczy to również opisania i oznaczenia miejsc z największą ilością kamieni i głazów.
Naukowcy mieli nadzieję, iż Moon Zoo doprowadzi również przy okazji do odkrycia wielu niezwykłych elementów powierzchni lub obiektów.